# پوینت میلز (ویرجینیای غربی)
پوینت میلز (به انگلیسی: Point Mills) یک منطقهٔ مسکونی در ایالات متحده آمریکا است که در شهرستان اوهایو، ویرجینیای غربی واقع شده‌است.